# Huntsville (Ohio)
Pour les articles homonymes, voir Huntsville.
Huntsville est un village du comté de Logan dans l'État de l'Ohio aux États-Unis.

## Monuments et sites
- Le tumulus de Dunns Pond, situé près de Huntsville, est un tumulus amérindien précolombien. Son site est considéré être le site archéologique le plus intéressant du comté de Logan. Ce tumulus est inscrit depuis 1974 au Registre national des lieux historiques.